# بال ماليتر
بال ماليتر (بالمجرية: Pál Maléter) ، من مواليد 4 سبتمبر 1917 ، وأعدم بتاريخ 16 يونيو سنة 1958م ، وهو عسكري مجري ، أنضم للقوات المسلحة المجرية سنة 1942م ، وأنهى خدمته العسكرية سنة 1956 بسبب تأييده وقيادته للثورة المجرية ، حكم عليه بالإعدام شنقاً.

## وصلات خارجية
- بال ماليتر على موقع الموسوعة البريطانية (الإنجليزية)
- بال ماليتر على موقع مونزينجر (الألمانية)

1. ↑  Brockhaus Enzyklopädie | Pál Maléter (بالألمانية), OL:19088695W, QID:Q237227
2. ↑  Pinus mugo 'Pal Maleter'. arrowhead-alpines.com نسخة محفوظة 05 ديسمبر 2010 على موقع واي باك مشين.